# Constitution fédérale de l'Autriche
Lire en ligne

Consulter

La Constitution fédérale de l’Autriche est formée par l’ensemble des textes constitutionnels de la république d’Autriche au niveau fédéral.
Le texte principal est la Loi constitutionnelle fédérale (Bundes-Verfassungsgesetz, B-VG) du 1er octobre 1920. S’y ajoutent une multitude d’autres lois constitutionnelles, ainsi que des dispositions particulières de la législation ou de traités, considérées comme ayant valeur constitutionnelle. Ainsi, si la loi constitutionnelle fédérale n’intègre pas de déclaration des droits, diverses dispositions concernant les libertés publiques sont ainsi réparties entre différentes autres lois. La graphie au trait d’union (B-VG) distingue la Loi constitutionnelle fédérale des lois constitutionnelles ultérieures (Bundesverfassungsgesetze).

## Contexte historique
À la fin de la Première Guerre mondiale, la monarchie d'Autriche-Hongrie éclate. Le 21 octobre 1918, une assemblée nationale provisoire de l'Autriche allemande se réunit pour la première fois à Vienne. Le 12 novembre 1918, la république démocratique a été proclamée ; l'intention de regrouper toutes les zones germanophones de l'ancienne Cisleithanie (y compris la région des Sudètes en Bohême et Moravie, la Silésie autrichienne et le Tyrol du Sud) pour le raccordement à la nouvelle république d'Allemagne a toutefois été mis en échec en raison de réserves émises par les puissances victorieuses.
Élue le 16 février 1919, une assemblée nationale constituante s'est réunie le 4 mars. Elle a adopté la loi de Habsbourg et la loi supprimant la noblesse autrichienne du 3 avril 1919, toutes les deux ayant valeur constitutionnelle. Le 25 octobre 1919, l'assemblée a ratifié le traité de Saint-Germain-en-Laye stipulant la république d'Autriche (au lieu de l'Autriche allemande), qui est entré en vigueur le 16 juillet 1920. Le traité définit les frontières nationales, sous réserve du référendum de Carinthie ; les dispositions régissant la protection des minorités ont également rang constitutionnel. Le rattachement à la République allemande a été officiellement interdit. Le Burgenland, auparavant une partie du royaume de Hongrie, n’a été constitué comme land autrichien que le 25 janvier 1921, après la signature du traité de Trianon. 

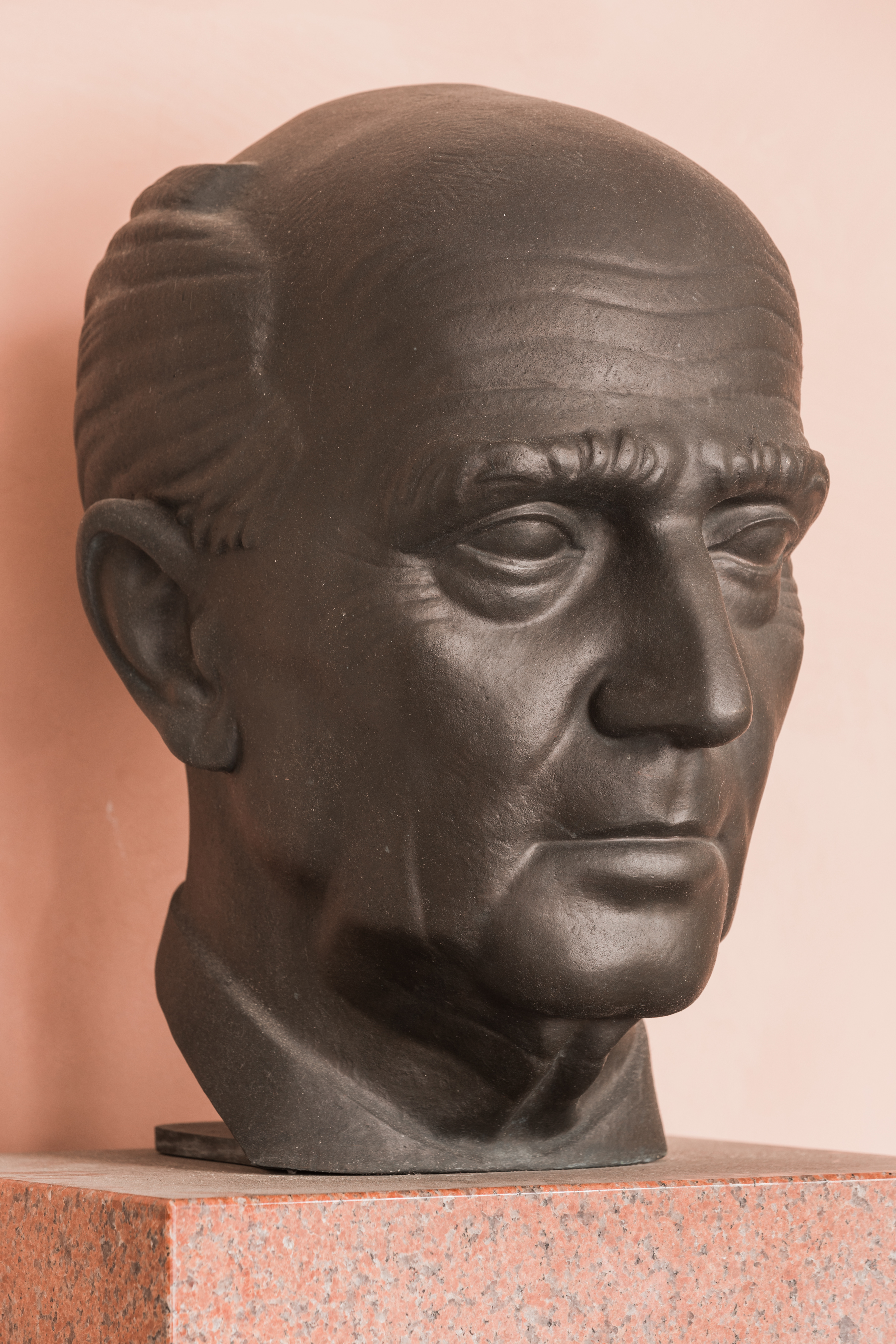
Buste de Hans Kelsen à l'université de Vienne.

Le 1er octobre 1920, l'assemblée nationale a adopté la Loi constitutionnelle fédérale (Bundes-Verfassungsgesetz, B-VG). L'auteur du projet de loi est le juriste et philosophe du droit Hans Kelsen, appuyé par les dirigeants politiques Karl Renner (social-démocrate) et Michael Mayr (chrétien-social). Annoncée le 5 octobre, la Loi constitutionnelle fédérale a été publiée au journal officiel autrichien le 10 novembre 1920. Elle est donc l'une des plus anciennes constitutions existantes de l'Europe.
Dans certains domaines, toutefois, notamment la satisfaction des droits fondamentaux ainsi que la répartition des compétences entre l'État fédéral et les Länder, aucun accord n'a été trouvé par les protagonistes principaux. Pour ne pas mettre en péril les progrès accomplis, certains éléments des lois fondamentales de l'empire austro-hongrois ont été repris dans la constitution fédérale.

## Compléments